# Joulupukki

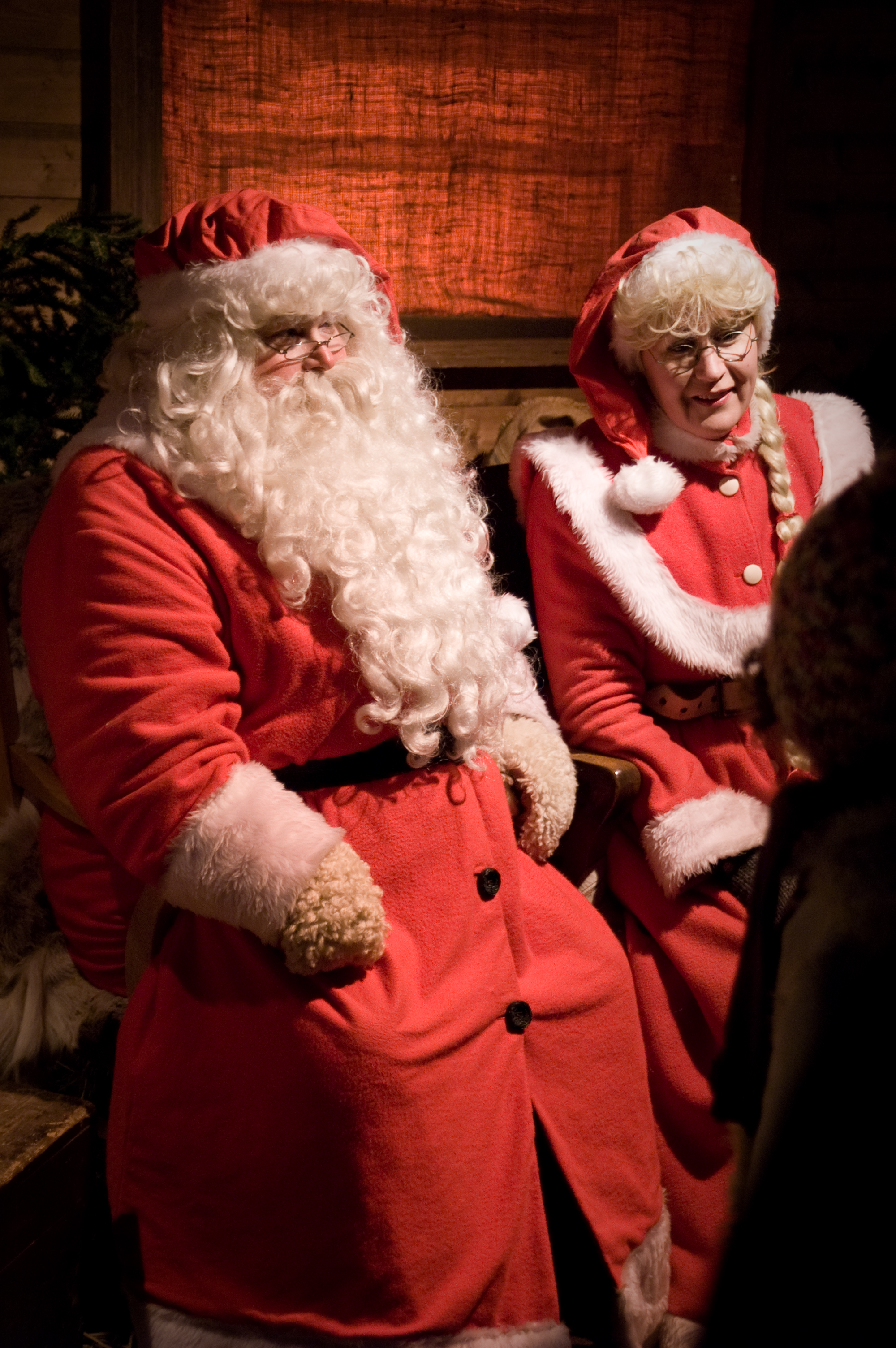
Joulupukki i la seva dona

Joulupukki és una figura de Nadal finlandesa. El nom joulupukki significa literalment "cabra de Nadal" o " cabra de Yule" en finès; la paraula pukki prové de l'arrel teutònica bock, que és un cognat del català "boc". La figura és un antic costum escandinau i es combina sovint amb el Pare Noel.

## Orígens i descripció
El Joulupukki era originàriament una tradició pagana. El Joulupukki també pot ser un home convertit en un home cabra la vigília de Nadal (tal com es mostra al Nadal de Peter i Lotta d'Elsa Beskow). Avui, en algunes parts de Finlàndia, persisteix el costum de les persones que actuen amb disfresses de cabra a canvi de les restes del menjar nadalenc. L'intèrpret tradicionalment és un home gran, que s'anomena nuuttipukki.
Acostuma a portar túniques vermelles càlides, però amb una banda ampla de blau prop de la pell, utilitza un bastó i viatja en un trineu arrossegat per una sèrie de rens (que no volen, a diferència de l'equip de Pare Noel). A Lapònia, munta en una pulkka, en lloc d'un trineu. La popular cançó de vacances " Rudolph el Petit Cérvol ", en la seva traducció finlandesa, Petteri Punakuono, ha portat a l'acceptació general de Rudolph a Finlàndia com el ren principal de Joulupukki. Sovint s'esmenta que Joulupukki tenia una dona, Joulumuori (" Vella Dama de Nadal "), però la tradició diu poc d'ella.

## L'altra cara de Joulupukki
Els pagans solien tenir festes per honrar el retorn del sol i alguns creuen que Joulupukki és la forma més antiga del Pare Noel actual. Alguns pensaven que la cabra de Yule era una criatura lletja i espantava els nens, mentre que altres creuen que era una criatura invisible que ajudava a preparar-se per a les Festes de Jul.
La majoria dels teòrics creuen que quan el cristianisme va començar a incorporar maneres paganes a les seves festes per justificar l'acció, van fusionar la figura pagana amb Sant Nicolau per crear Santa Claus.
Els programes de ràdio populars des de l'any 1927 probablement van tenir una gran influència a l'hora de reformar el concepte amb la disfressa semblant al Pare Noel, el ren i el Korvatunturi com a habitatge. Com que realment hi ha rens a Finlàndia i els finlandesos viuen al nord, la popular història americana va arrelar a Finlàndia molt ràpidament.
El finlandès Joulupukki rep més de 500.000 cartes de més de 200 països cada any. La majoria de cartes provenen de la Xina, Polònia i Itàlia.
Joulupukki és un personatge destacat de Rare Exports, una pel·lícula basada en els curts guardonats de Jalmari Helander.